# For Those About to Rock
For Those About to Rock: Monsters in Moscow és una pel·lícula que conté les actuacions en directe de les bandes AC/DC, Metallica, The Black Crowes, Pantera i E.S.T. en el Tushino Airfield de Moscou, durant la implosió de la Unió Soviètica.
El setembre del 1991, pocs dies després del fracàs del Cop d'estat a la Unió Soviètica, més d'un milió i mig de seguidors de música rock van trobar-se a Moscou per gaudir del primer concert de rock a l'aire lliure dins del festival itinerant Monsters of Rock. En el Those About To Rock…We Salute You: Monsters in Moscow es pot comprovar l'esforç que fa realitzar l'Exèrcit Soviètic per tal d'ajornar el concert.

## Llista de cançons
AC/DC
1. "Back in Black" (A. Young, M. Young, Johnson)
2. "Highway to Hell" (A. Young, M. Young, Scott)
3. "Whole Lotta Rosie" (A. Young, M. Young, Scott)
4. "For Those About to Rock (We Salute You)" (A. Young, M. Young, Johnson)

Metallica
1. "Enter Sandman" (Hammett, Hetfield, Ulrich)
2. "Creeping Death" (Hetfield, Ulrich, Burton, Hammett)
3. "Fade to Black" (Hetfield, Ulrich, Burton, Hammett)

The Black Crowes
1. "Stare It Cold" (C. Robinson, R. Robinson, Cease, Colt, Gorman)
2. "Rainy Day Women #12 & 35" (Dylan)

Pantera
1. "Cowboys from Hell" (Anselmo, D. Abbott, V. Abbott, Brown)
2. "Primal Concrete Sledge" (Anselmo, Abbott, Abbott, Brown)
3. "Psycho Holiday" (Anselmo, Abbott, Abbott, Brown)

E.S.T.
1. "Bully"